# Diga di Alaköprü
La diga di Alaköprü (in turco: Alaköprü Barajı) è una diga in calcestruzzo sul torrente Anamur ("Drago" in Turco) nel distretto di Anamur della provincia di Mersin, nel sud della Turchia. Il suo sviluppo è sostenuto dalle Opere idrauliche statali turche (DSİ). La diga è stata costruita principalmente come parte del Northern Cyprus Water Supply Project, per fornire acqua potabile e irrigazione a Cipro del Nord.
La costruzione preliminare della diga è iniziata il 2 novembre 2010 e l'inaugurazione ufficiale ha avuto luogo il 7 marzo 2011. Dopo il completamento del tunnel di deviazione lungo 560 m, la costruzione della diga è iniziata il 9 Agosto 2012 con il posizionamento delle fondamenta. La diga è stata completata nei tempi previsti, il 7 marzo 2014, ma il suo serbatoio non ha iniziato a raccogliere acqua fino al febbraio 2015.  La centrale idroelettrica da 26 MW della diga dovrebbe entrare in funzione nel 2015.
Fino a 75000000 m³ di acqua dal serbatoio della diga, che rappresenta più della metà della sua capacità, saranno trasferiti alla diga di Geçitköy a Cipro del Nord attraverso un condotto di 80 km che attraversa il Mar di Levante a 250 m di profondità.
Parte dei luoghi popolati della zona come i villaggi di Sarıağaç, Akine, Çaltıbükü e Ormancık saranno sommersi nel bacino della diga di Alaköprü.